# Punta Umbría
Punta Umbría er en by og kommune i det sydvestlige Spanien i provinsen Huelva. Den har et indbyggertal på 16.137 (2024) indbyggere.